# Mount Cahill
Mount Cahill ist ein 1755 m hoher Berg an der Grenze zwischen Ellsworthland und Palmerland in Westantarktika. Als einer der Sky-Hi-Nunatakker ragt er ostnordöstlich des Mount Carrara auf.
Das Advisory Committee on Antarctic Names benannte ihn 1987 nach dem US-amerikanischen Physiker Laurence James Cahill Jr. (1924–2013) von der University of Minnesota, der ab 1973 für viele Jahre als Forschungsleiter für Atmosphärenphysik auf der Siple-Station und der Amundsen-Scott-Südpolstation tätig war.